# Courtrizy-et-Fussigny
Courtrizy-et-Fussigny är en kommun i departementet Aisne i regionen Hauts-de-France i norra Frankrike. Kommunen ligger  i kantonen Sissonne som ligger i arrondissementet Laon. År 2022 hade Courtrizy-et-Fussigny 76 invånare.

## Befolkningsutveckling
Antalet invånare i kommunen Courtrizy-et-Fussigny
Referens: INSEE